# Bùi Vinh
Bùi Vinh (sinh ngày 25 tháng Mười hai năm 1976) là một đại kiện tướng cờ vua người Việt Nam. Bùi Vinh từng 2 lần vô địch quốc gia các năm 2003 và 2009, hiện anh đang là huấn luyện viên trưởng đội tuyển cờ vua Việt Nam.
Bùi Vinh được liên đoàn cờ vua thế giới phong danh hiệu Đại kiện tướng vào năm 2008.